# Balti (рэпер)
Мохаме́д Сала́х Балти́ (араб. محمد صالح بلطي‎, род. 10 апреля 1980, Тунис, Тунис), более известный под сценическим псевдонимом Balti — тунисский рэпер, автор песен и музыкальный продюсер.

## Музыкальная карьера
Он начал свою артистическую карьеру с группой Wled Bled, а в 2002 году начал заявлять о себе на тунисской сцене благодаря неофициальному альбому с DJ Danjer.
В 2003 году он сотрудничал с тунисским режиссером Мохамедом Зраном для создания саундтрека к его фильму «Принц»; он пишет, сочиняет и интерпретирует три произведения в дополнение к финальным титрам.
В период с 2004 по 2009 год он давал концерты по всему Тунису, а также в Европе, особенно выступая с Rohff, Tandem, S и Diam’s. В то время он уже считался самым известным рэпером Туниса

### Пик популярности
В 2008 году он основал свою группу X-Tension, которая выпустила свой первый официальный альбом под названием «Notre monde en vrai». После того, как его назвали официальным рэпером режима Зина эль-Абидина Бен Али и изгнали в рамках революции, он временно ушел в отставку, прежде чем с успехом вернуться в 2012 году: «Прекратить насилие», послание, адресованное молодым людям, чтобы отговорить их от совершения преступлений. В 2014 году Balti вернулся с антитеррористическим синглом Kill Somebody, которому предшествовал трейлер, изображающий мертвого, и призванный заинтриговать пользователей Интернета.
В 2017 году он выпустил сингл «Ya Lili» . Это дуэт с Хаммудой, маленьким тунисским мальчиком, неизвестным широкой публике в то время. Клип, загруженный на YouTube, имеет рекордное количество просмотров, когда-либо зарегистрированных в Тунисе и арабском мире и продвигает Бельцы в регионе. Во Франции он сотрудничал с Mister You на нескольких треках и на Vote ou raï из альбома Raï'n’B Fever 4.

## Дискография
- 2005: Harka с Мастациано
- 2008:
  - Мама
  - Аламат Эссаа
- 2009: Чнея дханби
- 2010:
  - Отмычка
  - Лайем
- 2011:
  - Моуватен Карим
  - «Здесь или там» с Mister You
  - Акадхиб
  - Джей мел риф лел ассима
- 2012:
  - «Остановить насилие» (режиссер Малек Бен Гайед Хассин[3])
  - «Ятим» (режиссер Борхен Бен Хассуна)
  - Мескина
  - «Свидетель самоубийства» (режиссер Малек Бен Гайед Хассин)
- 2014:
  - «Убей кого-нибудь» (режиссер Малек Бен Гайед Хассин)
  - «Дуза-Дуза» с Зиедом Нигро
- 2015:
  - «Чафуни Завали» с Акрамом Мэгом
  - Стагутай
  - Сахара
  - Galouli Matji с Зиной Эль Гасринией
  - «Мама, я здесь» с DJ Meyz и Tunisiano
  - Скерти Рауи
  - Хума Тхеб Этоб
- 2016:
  - Хала Мала
  - Эрак ле с Мистер Ю
  - «Извините» с Валидом Тунсси
  - Харба
  - Clandestino с Мастером Сина
- 2017:
  - Вала Лела
  - Мазтула
  - Халиха аля раби
  - «Law Le3ebti Ya Zahr» с Зазой
  - «Я Лили» с Хамуда
- 2018: Khalini Nrou9
- 2019:
  - «Североафриканцы» с Mister You
  - Бухали
  - «Дения» с Хамуда
  - Ха-ха
  - Филамен
- 2020:
  - Чемодан
  - Вот это да
  - Мавал
- 2021:
  - Я Хасра
  - 7эльма
  - Эна